# Friedrich Adolph Lampe
Friedrich Adolph Lampe (18 février 1683 - 8 décembre 1729) est un pasteur piétiste allemand, théologien et professeur de dogmatique. Il est disciple de Johannes Cocceius et de Johannes d'Outrein. Il est connu comme le premier piétiste d'origine calviniste plutôt que luthérienne. 

## Biographie
Lampe est né à Detmold en 1683. Son père, Hendrik Lampe, a été pasteur à Detmold, puis à Francfort-sur-le-Main et enfin second prédicateur de la cour à Königsberg (Duché de Prusse). Sa mère, Elisabeth Christina, est la fille du surintendant général de Detmold Jakob Zeller.
Il fréquente le lycée académique de Brême de 1698 à 1702, où Cornelius de Hase (de) l'influence. À partir de 1702, il étudie à l'Université de Franeker, avec Campeius Vitringa et Hermann Alexander Röell (de), et il en obtient le diplôme en 1703. Il est nommé pasteur à Weeze près de Clèves en 1703, et est ensuite nommé pasteur à Duisbourg en 1706, puis à Brême en 1709. Il reste pasteur de l’Église Saint-Etienne à Brême jusqu'en 1720. Le 15 avril 1720, il est nommé professeur de théologie à l'Université d'Utrecht, reçoit son doctorat en théologie le 22 juin 1720 et prend ses fonctions le 24 juin 1720. Il prend en charge le rectorat de l'université en 1726/1727, puis il passe le 21 octobre 1726 au poste de professeur d'histoire de l’Église. Après des disputes théologiques, il démissionne de ses fonctions en 1727 et se rend à Brême comme pasteur de l'Église Saint Ansgar et comme professeur et recteur du lycée académique.

## Œuvre et influence
Lampe laisse un grand nombre d'écrits académiques, mais aussi des ouvrages écrits en allemand par lesquels il cherche à influencer les églises. Fortement influencé par le piétisme, Lampe considère le développement de la vie intérieure comme très important, et il est également un fervent partisan de la divinité de l'église. Dans son œuvre la plus importante, Geheimniß des Gnadenbunds, dem großen Bundesgott zu Ehren und allen heylbegierigen Seelen zur Erbauung geöffnet, publiée en six volumes de 1712 à 1740, il développe de manière indépendante la théologie de l'Alliance de Johannes Cocceius,,. 
En 1726, il publie Synopsis historiae sacrae. 
Il publie également son interprétation du Catéchisme de Heidelberg, Milch der Wahrheit, nach Anleitung des Heidelberge Katechismus ("Le Lait de la vérité selon le Catéchisme de Heidelberg", 1718), et un certain nombre de catéchismes ; parmi eux Einleitung zu dem Geheimnis des Gnadenbundes et Delineatio theologae activae, sont considérés comme le "premier système d'éthique dérivé de la théologie de l'Alliance". Ces écrits catéchétiques ont une grande influence. Ils ont surtout influencé le piétisme rhénan, mais aussi (par le biais de traductions) les Églises réformées des Pays-Bas et de Hongrie. 
Lampe est également l'auteur de cantiques pour l’Église réformée.
Nombre de ses élèves deviennent des pasteurs éminents au sein des églises réformées et il influence aussi, dans le sens du piétisme, Erik Pontoppidan (1698-1764), un théologien danois lui-même très influent.

## Hommage
Une rue du centre de Brême, le Lampeweg, est ainsi nommée en son honneur. Elle est située près de son ancienne paroisse, l'Église Saint-Étienne (de).

## Liste de ses publications
- De Cymbalis veterum libri III, c. fig. Bremen 1700, 1703
- Dissert. de loco Eph. IV:9. Sub praesidio v. Cl. Corn. Hasaei defensa publicè. Bremen 1701
- De Jesaia nudo et discalcato Jes. XX:2. Disputatio Theol. quam sub praesidio V. Cl. Campegii Vitringae Patris, defendit. Franeker 1703
- Responsio ad vindicias Dissert. de descensu Christi ad Inferos etc. 1704
- Exercitationum Sacrarum dodecas, quibus Psalm XLV perpetuo commentario explanatur, immistis variis ad sensum Sacrae Script. Sacrae Hieroglyphicam et Antiquitates saeras spectantibus. Bremen 1715, Dortrecht 1720, 2. Bde.
- Oratio de Summa Sapientia. Utrecht 1720
- Disput. Theol. de Titulo Evangelii Johannis, quam publice defendit Christ. Ludov. Lipten, Berolino-Marchicus. Utrecht 1720
- Disput. Theol. de Historia Scalae Jacobaeae, quam defendit publice Hieron, van Alphen, H F.. Utrecht 1721
- Disput. Theol. de Mysterio Scalae Jacobaeae, quam defendit Isaacus Schorer, Medioburg. Utrecht 1721
- Disput. Theol. de Sinu Patris, quam publice defendit George Christ. Sagittarius Bremensis. Utrecht 1721
- Synopsis Historiae Sacrae et Ecelesiasticae, ab origine mundi ad praesentia tempora, secundum seriem perioderum deductae. Utrecht 1721, 1726
- Disput. Theol. de Generatione ex aqua et spiritu, quam pablice defendit Jacobus Willemsen Medicburg. Utrecht 1721
- Disput. Theol. de Locis N.T. quae de λογῳ υπνοςτατιϰῳ agere videntur, quam defendit Sam. Conr. de Bruine, West Phal. Utrecht 1721
- Disput. Theol. eruens Mysterium λογου ὑποστατιϰου ex Ps. XXXIII:6, quam publice defendit Berd. Fred. Dachs Bernensis. Utrecht 1722
- Disput. Theol. de locis vet. Test. quae de λογῳ ὑποςτατιϰῳ agere dubitatur, quam defendit Nie. Engelhardt Bernensis. Utrecht 1722
- Disput. Theol. de verae fidei actu formali, quam publice defendit Jo. Helfericus Beek, Isenburgensis. Utrecht 1722
- Dissert. Theot. de verae fidei actu formali, quam publice defendit Franc. Josuai, Hungarus. Utrecht 1722
- Dissert. Theol. de Fiducia, quam publice defendit Salomon Hirzelius, Helvetio-Tigurinus. Utrecht 1722
- Dissert. Theol. de Fide Radice Bonorum Operum, quam defendit Nic. Nonnen Bremensis. Utrecht 1722
- Compendium Theol. naturalis in usum Scholae privatae concinnatum. Utrecht 1723
- Disput. Theol. de Personnalitate του λογου, quam publice defendit Henricus Langenes Amstelodam. Utrecht 1723
- Theol. Hicroglyphicae Specimen primum de cedro, per Disput. public. eshibilum, respondente Jo. Jac. Wolphio Tigurino. Utrecht 1724
- Disput. Theol. ad locum difficilem Joh. VIII; 29, quam publice defendit Steph. Jerem. Hungarus. Utrecht 1724
- Commentarius Analytico-exegeticus Evang. secundum Johannem. Amsterdam 1724, 1725. 3. Bde.
- Praefatio vóór Hottingeri Dissertationes Biblico-Chronologicae. Utrecht 1723
- Dissert. Theol. Deitatem του λογου ex Prologo Johannis contra Arrianos vindicans, quam publice defendit Georgius Janosi, Hungarus. Utrecht 1736
- Dissert. Theol. deitatem του λογου ex Prologo Johannis contra Socinianos vindicans, quam publice defendit Joh. Laufs Colon. Utrecht 1726
- Oratio de Memoria Sanctorum per Studium Ecclesiasticum cum pie et prudenter excolenda. Utrecht 1726
- Dissert. Theol. de resuscitatis per miraculum. Utrecht 1727
- Delineatio Theologiae Activae ex limpidissimis doctrinae Euangelicae fontibus petitae et ad dirigendam totius vitae spiritualis actuositatem cuivis vere Christiano competentem, per omnes ejus partes, grádus, vies et relationes perpetua serie deductae. Utrecht 1727
- Oratio de Insignibus Academ. Traject. Utrecht 1727
- Oratio de Urim et Thummim Typum doctoris Euangelici. Bremen 1727, niederländisch 1728
- Historia Ecclesiae Reform. ex Hungaria et Transylvania, inter perpetua certamina et adstietiones a primordio praecipue repurgatorum sacrorum ad recentiora tempora per Dei gratiam conservatae, ex monumentis fide dignissimis magnam partem congesta. Utrecht 1728
- Disput. Theol. de Poenarum aeternitate pars dogmatica, quam publice defendit Joh. Casp. Haldrieus Tigurinus. Bremen 1728
- Disput. Theol. de Poenarum aeternitate pars Elenchtica, quam publice defendit Joh. Joachimus Majas Hanoviensis. Bremen 1728
- Disput. Theol. de Spiritu sancto, nomen et personalitatem ejus exhibens, quam publice defendit Joh. Putmoki Debrecino-Hungarus. Bremen 1728
- Disput. ejus personalitatem contra Pneumatomachos defendens, quam publice defendit Stephanus H Szighethi, Debrecino-Hungarus. Bremen 1728
- Disput. Deitatem ejus adstruens et vindicans, quam publice defendit Jo Henr. Bachiene, Degla-Gelrus. Bremen 1728
- Disput. Mysterium Processionis ejus explanans et defendens, quam publice defendit Abraham Vorster Arenaco-Gelrus. Bremen 1728
- Disput. Relationes ejus oeconomicas ad patrem et filium perpendens, quam publice defendit Cornelius Boott, Traj.-Batains. Bremen 1729
- Disput. Oecon. ejus in regno Naturae exquirens, quam publice defendit Ludovicus Ludgerus, Elverfelldo-Montanus. Bremen 1729
- Disput. Apparitiones ejus percensens et illustrans, quam publice defendit Stephanus Kolosoari, Hungarus. Bremen 1729
- Denckmahl der Wege Gottes bey dessen Zuruckführung aus der fremde ins Vatterland durch Ausfertigung der in dieser sonderlichen Veränderung öffentlich gehalten in Abschieds- und Eintritts-Reden. Bremen 1728
- Disput. Theol. de divina Authorum sacrorum inspiratione, quam publice defendit Henr. Daniel Cunzius, Hohensolmensis. Bremen 1729
- Zwei Verhandlungen von der Aewigkeit der Straffen, worinnen diese Haupt-Lehre unsrer Bekantniisz bewiesen, und wieder alle Ausflüchte, sonderlich der heutigen Verthätiger der Wiederbringung aller Dinge behauptet wird. Bremen 1729
- Rudimenta Theol. elenchticae in usum Scholae privatae concinnata. Bremen 1729
- Milch der Wahrheit nach Anleitung des Heidelberger Katechismus (1721), ré-édition commentée par Matthias Freudenberg (de), ß-Verlag, Rödingen 2000.
- Erste Wahrheitsmilch für Säuglinge am Alter und Verstand (1717). In: Matthias Freudenberg (Hrsg.): Reformierte Katechismen aus drei Jahrhunderten. ß-Verlag, Rödingen 2005.